# Zbigniew Andrzej Judycki
Zbigniew Andrzej Judycki (ur. 4 września 1948 w Opatowie, zm. 25 stycznia 2023 w Warszawie) – polski dziennikarz, publicysta i historyk, prof. dr hab.

## Życiorys
Syn Stefana i Emilii. Obronił pracę doktorską, następnie uzyskał stopień doktora habilitowanego.  Został zatrudniony na stanowisku profesora nadzwyczajnego i prorektora w Wyższej Szkole Humanistycznej i Przyrodniczej – Studium Generale Sandomiriense. 

## Odznaczenia
- Złoty Krzyż Zasługi (2004)[4]
- Odznaka Honorowa „Bene Merito” (2019)[5]